# Martin Fehérváry
Martin Fehérváry (né le 6 octobre 1999 à Bratislava en Slovaquie) est un joueur professionnel slovaque de hockey sur glace. Il évolue au poste de défenseur.

## Biographie

### Carrière en club
Formé au SHK Hodonín, il poursuit sa formation en Suède à partir de quinze ans chez les équipes de jeunes du Malmö Redhawks. Il joue ses premiers matchs en senior dans la SHL en 2016. Il est choisi au deuxième tour, en quarante-sixième position par les Oilers d'Edmonton lors du repêchage d'entrée dans la LNH 2018. 
Le 2 octobre 2019, il joue son premier match dans la Ligue nationale de hockey avec les Capitals de Washington chez les Blues de Saint-Louis. Il enregistre sa première assistance le 8 février 2020 face aux Flyers de Philadelphie. Il marque son premier but face aux Flames de Calgary le 23 octobre 2021.
Le 4 juillet 2023, il signe un autre contrat avec les Capitals, d'une valeur de 8,025 millions $ pour trois ans. Cette entente lui rapportera donc en moyenne 2,675 millions $ annuellement.

### Carrière internationale
Il représente la Slovaquie au niveau international. Il prend part aux sélections jeunes. Il participe à son premier championnat du monde senior en 2018.

## Statistiques

### En club
| Saison     | Équipe                 | Ligue             |     | Saison régulière | Saison régulière | Saison régulière | Saison régulière | Saison régulière |   | Séries éliminatoires | Séries éliminatoires | Séries éliminatoires | Séries éliminatoires | Séries éliminatoires |
| Saison     | Équipe                 | Ligue             | PJ  | B                | A                | Pts              | Pun              | PJ               | B | A                    | Pts                  | Pun                  |                      |                      |
| 2015-2016  | Malmö Redhawks         | SHL               | 4   | 0                | 0                | 0                | 0                | -                | - | -                    | -                    | -                    |                      |                      |
| 2016-2017  | Malmö Redhawks         | SHL               | 9   | 0                | 0                | 0                | 0                | -                | - | -                    | -                    | -                    |                      |                      |
| 2017-2018  | IK Oskarshamn          | Hockeyallsvenskan | 42  | 1                | 6                | 7                | 24               | -                | - | -                    | -                    | -                    |                      |                      |
| 2017-2018  | HV 71                  | SHL               | 1   | 0                | 0                | 0                | 0                | -                | - | -                    | -                    | -                    |                      |                      |
| 2018-2019  | HV 71                  | SHL               | 45  | 1                | 6                | 7                | 10               | 9                | 0 | 3                    | 3                    | 2                    |                      |                      |
| 2019-2020  | Bears de Hershey       | LAH               | 56  | 4                | 10               | 14               | 32               | -                | - | -                    | -                    | -                    |                      |                      |
| 2019-2020  | Capitals de Washington | LNH               | 6   | 0                | 1                | 1                | 6                | 2                | 0 | 0                    | 0                    | 0                    |                      |                      |
| 2020-2021  | Bears de Hershey       | LAH               | 24  | 3                | 14               | 17               | 29               | -                | - | -                    | -                    | -                    |                      |                      |
| 2021-2022  | Capitals de Washington | LNH               | 79  | 8                | 9                | 17               | 26               | 6                | 0 | 0                    | 0                    | 8                    |                      |                      |
| 2022-2023  | Capitals de Washington | LNH               | 67  | 6                | 10               | 16               | 31               | -                | - | -                    | -                    | -                    |                      |                      |
| 2023-2024  | Capitals de Washington | LNH               | 66  | 3                | 13               | 16               | 24               | 4                | 2 | 1                    | 3                    | 2                    |                      |                      |
| Totaux LNH | Totaux LNH             | Totaux LNH        | 218 | 17               | 33               | 50               | 87               | 12               | 2 | 1                    | 3                    | 10                   |                      |                      |

### En équipe nationale
| Année | Équipe            | Compétition                  |   | PJ | B | A | Pts | Pun | +/-             |  | Résultat |
| 2016  | Slovaquie -18 ans | Championnat du monde -18 ans | 5 | 0  | 3 | 3 | 2   | +1  | Cinquième place |  |          |
| 2017  | Slovaquie -18 ans | Championnat du monde -18 ans | 5 | 1  | 1 | 2 | 4   | +1  | Sixième place   |  |          |
| 2017  | Slovaquie junior  | Championnat du monde junior  | 5 | 1  | 0 | 1 | 4   | -3  | Septième place  |  |          |
| 2018  | Slovaquie junior  | Championnat du monde junior  | 5 | 1  | 1 | 2 | 4   | 0   | Septième place  |  |          |
| 2018  | Slovaquie         | Championnat du monde         | 7 | 0  | 2 | 2 | 2   | 0   | Neuvième place  |  |          |
| 2019  | Slovaquie junior  | Championnat du monde junior  | 5 | 1  | 4 | 5 | 2   | +1  | Huitième place  |  |          |
| 2019  | Slovaquie         | Championnat du monde         | 7 | 0  | 1 | 1 | 0   | -1  | Neuvième place  |  |          |
| 2022  | Slovaquie         | Championnat du monde         | 5 | 1  | 0 | 1 | 2   | +2  | Huitième place  |  |          |
| 2024  | Slovaquie         | Championnat du monde         | 8 | 1  | 1 | 2 | 4   | 0   | Septième place  |  |          |